# Tin Drum
Tin Drum è il quinto album del gruppo musicale britannico Japan. È il loro ultimo album in studio prima dello scioglimento, avvenuto nel 1983.

## Singoli
L'uscita dell'album fu preceduta dalla pubblicazione, ad agosto del 1981, del singolo The Art of Parties in una versione diversa rispetto a quella poi inclusa nell'album. Seguì ad ottobre Visions of China e, dopo l'uscita del disco a marzo del 1982, Ghosts, successo a sorpresa che raggiunse il 5º posto in classifica in Gran Bretagna. Minor fortuna ebbe invece Cantonese Boy, l'ultimo estratto dall'album, pubblicato a maggio.

## Ristampe
Tin Drum è stato ristampato in varie occasioni e in vari formati. La prima versione in CD uscì nel 1984 (Virgin CDV2209) con gli stessi brani dell'album originale, mentre in Giappone nel 1993 esce la prima versione rimasterizzata. Nel 2003 esce una nuova versione in CD con un secondo disco di tracce bonus e una copertina diversa rispetto all'originale. Una nuova versione CD esce nel 2013, facente parte delle riedizioni per il 40º anniversario della Virgin. L'album è stato ristampato anche su vinile 180 grammi nel 2014.

## Tracce
Testi e musiche di David Sylvian, eccetto dove indicato.
Lato A
1. The Art of Parties – 4:09
2. Talking Drum – 3:34
3. Ghosts – 4:43
4. Canton (strumentale) – 5:30 (musica: Sylvian, Steve Jansen)

Lato B
1. Still Life in Mobile homes – 5:32
2. Visions of China – 3:37 (Sylvian, Jansen)
3. Sons of Pioneers – 7:07 (Sylvian, Mick Karn)
4. Cantonese Boy – 3:44

Bonus disc – The Art of Parties (CD, 2003)
1. The Art of Parties (single version, 1981) – 6:48
2. Life Without Buildings (B-side of The Art of Parties, 1981) – 6:49
3. The Art of Parties (live) – 5:36
4. Ghosts (single version) – 4:02

## Formazione
- David Sylvian - voce, tastiere, chitarra
- Steve Jansen – batteria e percussioni
- Mick Karn – basso, flauto
- Richard Barbieri – sintetizzatori e tastiere

### Altri musicisti
- Yuka Fujii - voce
- Simon House - violino